# 北野井子
北野 井子（きたの しょうこ、1982年10月5日 - ）は、日本の元歌手、元女優。東京都出身。
父はタレントのビートたけし、母は元漫才師の北野幹子、兄はCMプランナーの北野篤、父方の伯父に元会社役員の北野重一とその弟で明治大学名誉教授・秋草学園短期大学学長でタレントの北野大の2人、母方の叔父にレーシングドライバーの松田秀士。

## 略歴
1982年に誕生。名前の「井子」はたけしの知人の美人ホステスにちなんだとしている。3歳からピアノを習う。米国の高校を卒業。
1997年に父・たけしの映画『HANA-BI』に出演して芸能界デビュー。当時は、母・幹子の旧姓を冠した松田 井子を芸名としていた。父・たけしが同映画の製作発表記者会見で語ったところによると、井子が誕生した当時のたけし夫婦の仲は冷えており、離婚を前提とした話し合いをしていたことに加え、父親がフライデー襲撃事件で前科が付いたため、娘の成長に芳しくない環境になりうるであろうと判断し、母親の姓を名乗らせることにしたという。
1998年6月、本名の北野井子名義でX JAPANのYOSHIKIプロデュース・楽曲提供により「Begin」で歌手デビュー。同曲は13万枚のスマッシュヒットとなり、大物タレントのビートたけしの娘のデビューということでも注目された。また、既に「世界のKITANO」と言われるようになった、父・たけしがプロモーションビデオを監督したことでも話題になった。しかし音楽番組などのメディアに積極的に出演することはなく、待望の2ndシングルも同年10月にリリースしたものの前作に比べ売り上げは大幅に落ち込んだ。その後は目立った動きはなく、1999年1月に芸能活動の一時休業を宣言。同年中にアメリカに留学した。
2004年に調理師の男性と結婚。妊娠6か月であることも明らかになった。2005年3月9日、女児を出産したが、後に離婚。長女は井子が引きとり、ビートたけしと養子縁組をしている。
2005年、映画『有限会社ひきもどし』（9月10日公開）で自身初となる主役を演じた。

## ディスコグラフィ

### シングル
- Begin（1998年6月3日、AVDD-20251）
- 薔薇と緑（1998年10月28日、AVDD-20263）

## 出演

### テレビ
- スーパージョッキー（日本テレビ）
- うたばん（TBS）

### CM
- エスエス製薬
- ロッテ「シュガーレスガム」 - 「Begin」がCMソングに使われた。

### 映画
- HANA-BI（1997年）
- 有限会社ひきもどし（2005年）[8]